# 缅甸颈斑蛇
缅甸颈斑蛇（学名：Plagiopholis nuchalis）为游蛇科颈斑蛇属的爬行动物。分布于缅甸、泰国以及中国大陆的云南等地。该物种的模式产地在缅甸南掸邦。

## 保护
本种于2023年被收录入《有重要生态、科学、社会价值的陆生野生动物名录》。